# Luge nos Jogos Olímpicos de Inverno de 2002
O luge nos Jogos Olímpicos de Inverno de 2002 consistiu de três eventos, realizados no Utah Olympic Park, em Salt Lake City, nos Estados Unidos.

## Medalhistas
| Evento                        | Ouro                                        | Prata                                          | Bronze                                    |
| ----------------------------- | ------------------------------------------- | ---------------------------------------------- | ----------------------------------------- |
| Individual masculino detalhes | Armin Zöggeler ITA Itália                   | Georg Hackl GER Alemanha                       | Markus Prock AUT Áustria                  |
| Individual feminino detalhes  | Sylke Otto GER Alemanha                     | Barbara Niedernhuber GER Alemanha              | Silke Kraushaar GER Alemanha              |
| Duplas detalhes               | Patric Leitner Alexander Resch GER Alemanha | Mark Grimmette Brian Martin USA Estados Unidos | Chris Thorpe Clay Ives USA Estados Unidos |

## Quadro de medalhas
| Ordem | País               | Medalha de ouro | Medalha de prata | Medalha de bronze |   |
| ----- | ------------------ | --------------- | ---------------- | ----------------- | - |
| 1     | GER Alemanha       | 2               | 2                | 1                 | 5 |
| 2     | ITA Itália         | 1               |                  |                   | 1 |
| 3     | USA Estados Unidos |                 | 1                | 1                 | 2 |
| 4     | AUT Áustria        |                 |                  | 1                 | 1 |
| TOTAL | TOTAL              | 3               | 3                | 3                 | 9 |